# اوبربوزا
اوبربوزا (به آلمانی: Oberbösa) یک شهر در آلمان است که در کوفهویزرکرایس واقع شده‌است. اوبربوزا ۴۱۵ نفر جمعیت دارد.